# Championnat d'Espagne de football 1935-1936
Navigation
Primera División 1934-35 Primera División 1939-40
Le championnat d'Espagne de football 1935-1936 est la 8e édition du championnat. La compétition est remportée par l'Athletic Bilbao. Organisé par la Fédération espagnole de football, le championnat se déroule du 10 novembre 1935 au 19 avril 1936. C'est la dernière édition du championnat avant la fin de la guerre d'Espagne.
Le club bilbayen l'emporte avec deux points d'avance sur le Madrid FC et trois sur l'Oviedo FC.  C'est le quatrième titre des « Los leones ». À la fin de la saison, l'Atlético Madrid et l'Osasuna Pampelune sont relégués en deuxième division.
L'attaquant espagnol Isidro Lángara, d'Oviedo FC, termine, pour la troisième fois, meilleur buteur du championnat avec 28 réalisations.

## Règlement de la compétition
Le championnat de Primera División est organisé par la Fédération espagnole de football, il se déroule du 10 novembre 1935 au 19 avril 1936.
Il se dispute en une poule unique de douze équipes qui s'affrontent à deux reprises, une fois à domicile et une fois à l'extérieur. L'ordre des matchs est déterminé par un tirage au sort avant le début de la compétition. Le classement final est établi en fonction des points gagnés par chaque équipe lors de chaque rencontre : deux points pour une victoire, un pour un match nul et aucun en cas de défaite. En cas d'égalité de points entre deux ou plusieurs de clubs en fin de championnat, le classement se fait à la différence de buts.
L'équipe possédant le plus de points à la fin de la compétition est proclamée championne. Les deux derniers du championnat sont relégués en Segunda División, ils sont remplacés à ce niveau par les deux premiers de la phase finale de ce championnat.

## Équipes participantes
Cette saison de championnat se déroule à 12 équipes. L'Hércules Alicante et Osasuna Pampelune font leurs débuts à ce niveau de la compétition.
| \| H. Alicante A. Bilbao Betis Balompié FC Séville CA Osasuna R. Santander Oviedo FC A. Madrid Madrid FC FC Barcelone Valence FC Espanyol \| Localisation des clubs engagés dans le championnat. |
| H. Alicante A. Bilbao Betis Balompié FC Séville CA Osasuna R. Santander Oviedo FC A. Madrid Madrid FC FC Barcelone Valence FC Espanyol                                                           |

| Clubs              | Ville     | Stade                 |
| ------------------ | --------- | --------------------- |
| Hércules Alicante  | Alicante  | Bardín                |
| Athletic Bilbao    | Bilbao    | San Mamés             |
| Athletic Madrid    | Madrid    | Metropolitano         |
| FC Barcelone       | Barcelone | Las Corts             |
| Betis Balompié     | Séville   | Patronato Obrero (es) |
| Espanyol Barcelone | Barcelone | Sarriá                |
| Madrid FC          | Madrid    | Chamartín             |
| Osasuna Pampelune  | Pampelune | San Juan              |
| Oviedo FC          | Oviedo    | Buenavista            |
| Racing Santander   | Santander | El Sardinero          |
| FC Séville         | Séville   | Nervión               |
| Valence FC         | Valence   | Mestalla              |

## Classement
| Rang | Équipe             | Pts | J  | G  | N | P  | Bp | Bc | Diff |
| ---- | ------------------ | --- | -- | -- | - | -- | -- | -- | ---- |
| 1    | Athletic Bilbao    | 31  | 22 | 14 | 3 | 5  | 59 | 33 | +26  |
| 2    | Madrid FCC         | 29  | 22 | 13 | 3 | 6  | 62 | 35 | +27  |
| 3    | Oviedo FC          | 28  | 22 | 12 | 4 | 6  | 63 | 47 | +16  |
| 4    | Racing Santander   | 27  | 22 | 13 | 1 | 8  | 58 | 46 | +12  |
| 5    | FC Barcelone       | 24  | 22 | 11 | 2 | 9  | 39 | 32 | +7   |
| 6    | Hércules AlicanteP | 24  | 22 | 11 | 2 | 9  | 37 | 41 | -4   |
| 7    | Betis SévilleT     | 20  | 22 | 9  | 2 | 11 | 31 | 46 | -15  |
| 8    | Valence CF         | 19  | 22 | 7  | 5 | 10 | 36 | 42 | -6   |
| 9    | Espanyol Barcelone | 17  | 22 | 8  | 1 | 13 | 36 | 53 | -17  |
| 10   | FC Séville         | 16  | 22 | 6  | 4 | 12 | 27 | 48 | -21  |
| 11   | Athletic Madrid    | 15  | 22 | 6  | 3 | 13 | 34 | 50 | -16  |
| 12   | Osasuna PampeluneP | 14  | 22 | 7  | 0 | 15 | 46 | 55 | -9   |

- Champion
- Relégation en Segunda División

## Récompenses
L'attaquant espagnol Isidro Lángara, joueur d'Oviedo FC, termine meilleur buteur du championnat, pour la troisième fois d'affilée, avec 28 réalisations. Il devance Agustín Sauto Arana dit Bata, de l'Athletic Bilbao, auteur de 21 buts et  Ildefonso Fernando Sañudo, du Madrid FC, qui inscrit 20 buts,.
Le Trophée Zamora de meilleur gardien du championnat est attribué à Gregorio Blasco, joueur de l'Athletic Bilbao.

## Bilan de la saison
| Championnat d'Espagne de football 1935-1936 |                            |
| Champion                                    | Athletic Bilbao (4e titre) |
| Dauphin                                     | Madrid FC                  |
| Coupes et trophées                          |                            |
| Vainqueur de la Coupe d'Espagne 1935-1936   | Madrid FC                  |
| Promotions et relégations                   |                            |
| Promus en Primera División                  | Celta Vigo                 |
| Promus en Primera División                  | Saragosse FC               |
| Relégués en Segunda División                | Athletic Madrid            |
| Relégués en Segunda División                | Osasuna Pampelune          |